# Ваприо д'Ада
Ваприо д'Ада (на италиански: Vaprio d'Adda, на местния диалект Ва̀вар) е град и община в Италия.

## География
Градът е разположен на река Ада в провинция Милано на регион Ломбардия. Население 7505 жители по даннии от преброяването към 31 декември 2008 г.